# Turkiets president
Turkiets president (turkiska: Cumhurbaşkanı) är Turkiets statschef sedan den 29 oktober 1923 då Mustafa Kemal Atatürk utropade republiken och det Osmanska riket föll. 
Ämbetet var tidigare huvudsakligen representativt och ceremoniellt till sin natur, men presidenten hade fortfarande betydande befogenheter, däribland tillsättande och entledigande av premiärministern samt högsta befälet över militären. Presidentens ämbetsuppgifter uppräknades i 1982 års grundlag i artiklarna 101 till 106. Sedan 2018 gäller en ny grundlag där presidenten ges utökade maktbefogenheter.
Recep Tayyip Erdoğan är Turkiets president sedan 2014.

## Presidenter sedan 1923
| Nr  | Bild | Namn                  | Tillträdde        | Avgång           |
| --- | ---- | --------------------- | ----------------- | ---------------- |
| 1.  |      | Mustafa Kemal Atatürk | 29 oktober 1923   | 10 november 1938 |
| 2.  |      | İsmet İnönü           | 11 november 1938  | 22 maj 1950      |
| 3.  |      | Celal Bayar           | 22 maj 1950       | 27 maj 1960      |
| 4.  |      | Cemal Gürsel          | 27 maj 1960       | 28 mars 1966     |
| 5.  |      | Cevdet Sunay          | 28 mars 1966      | 28 mars 1973     |
| 6.  |      | Fahri Korutürk        | 6 april 1973      | 6 april 1980     |
| 7.  |      | Kenan Evren           | 12 september 1980 | 9 november 1989  |
| 8.  |      | Turgut Özal           | 9 november 1989   | 17 april 1993    |
| 9.  |      | Süleyman Demirel      | 16 maj 1993       | 16 maj 2000      |
| 10. |      | Ahmet Necdet Sezer    | 16 maj 2000       | 28 augusti 2007  |
| 11. |      | Abdullah Gül          | 28 augusti 2007   | 28 augusti 2014  |
| 12. |      | Recep Tayyip Erdoğan  | 28 augusti 2014   |                  |

### Interimspresidenter
| Namn                    | Tillträdde    | Avgång            |
| ----------------------- | ------------- | ----------------- |
| Tekin Arıburun          | 29 mars 1973  | 6 april 1973      |
| İhsan Sabri Çağlayangil | 6 april 1980  | 12 september 1980 |
| Hüsamettin Cindoruk     | 17 april 1993 | 16 maj 1993       |